# 彭久洋
彭久洋，本名赵彭勃（1983年5月16日—），辽宁沈阳人，毕业于北京电影学院表演系，是保利演艺经纪公司的签约演员。她同时也是一个作家和足球彩票主持人，撰写足球彩票的推荐文章和主持足球彩票相关电视节目。由于经常在足彩文章中配上自己的性感照片，彭久洋又被称为“足彩美女”。

## 文学作品
- 《恋爱食谱》
- 《恋爱宝贝》
- 《那么那么，艾》

## 演员生涯
- 《关中往事》，主演
- 《炎黄始祖》
- 《大汉天子》
- 华娛卫视 《镜花缘传奇》

## 主持节目
- 广东卫视 《足球彩报》